# 治癒隊西遊記
《治癒西遊記》是日本OZ inc.（オズ・インク）於2007年2月23日發售的成人動畫作品，英文版由Happy Carrot於2009年4月14日發售。動畫發售後不久在中國大陸引發反彈爭議。

## 故事
「治愈隊」今天仍在繼續其旅程。真由子（悟空）、泉（西子城）、阿兔（八海）、勉（星三藏）一行人在旅途中在某個城鎮停留。在那裡，夢幻般的美食和高級美容院正在等著大家。泉、阿兔，甚至努都對美容院的技術讚不絕口。但在幕後，傳來了詭異的機械聲……！ 
不知道這裡是否也有倒楣的機器！ ？

## 角色
悟空（聲優：みすみ）
生日：1月1日，星座：摩羯座，血型：O型，身高：163cm，體重：48kg，三圍：B88cm/W54cm/H82cm
本名「有栖川繭子」。
悟浄（聲優：五行なずな）
生日：6月25日，星座：巨蟹座，血型：A型，身高：168cm，體重：51kg，三圍：B96cm/W52cm/H88cm
本名「森山泉美」。
八戒（聲優：雙海葉月）
生日：5月5日，星座：雙子座，血型：B型，身高：147cm，體重：38kg，三圍：B82cm/W52cm/H83cm
本名「羽也うさぎ」。
三蔵法師（聲優：悠）
生日：4月1日，星座：牡羊座，血型：AB型，身高：157cm，體重：53kg
本名「とどろき つとむ」。
リーリ（聲優：遠野そよぎ）
身高：150cm，體重：39kg，三圍：B88cm・W54cm・H82cm

リン（聲優：CV：海原エレナ）
身高：168cm，體重：48kg，三圍：B91cm/W55cm/H86cm

シャオタオ（聲優：内野ぽち）
身高：170cm，體重：52kg，三圍：B93cm/W56cm/H88cm

## 製作人員
- 原作：T・T・B
- 製作人：丸山 新、内田順久
- 角色設計：鈴木卓也、鈴木竜也
- 作畫監督：鈴木龍也
- 演出：吉本毅
- 音響演出：友埜一人
- 音樂：中川孝
- 録音：はたしょうじ
- 効果：北方将實

## 外部連結
- 官方網站（日語）